# Тип 38 (карабин)
Arisaka Type 38 (яп. 三八式歩兵銃) — японская пехотная винтовка времён Первой и Второй мировых войн, работающая по принципу скользящего затвора.
Предшественник — винтовка образца 1897 года (Тип 30), требовал модификации для устранения недостатков, выявленных в ходе русско-японской войны. Затворная система была сделана на базе немецкой винтовки Маузера.

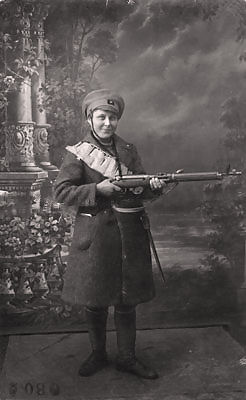
Ккрасногвардеец Хилья Эскелинен, сражавшаяся в Гражданской войны в Финляндии в составе Женской роты Красной гвардии Выборга

## История
Несмотря на хорошие баллистические качества, все достоинства, присущие винтовкам «Арисака» Тип 30, сводились на нет капризным и ненадежным механизмом запирания, поскольку он давал частые отказы при малейшем загрязнении или запылении затвора. Много нареканий вызывал сложный курок затвора, состоявший из мелких деталей, конструкция предохранителя была значительна ухудшена по сравнению с германским прототипом. По результатам военных действий проведена глубокая модернизация. Вместе с новой винтовкой был принят новый патрон с остроконечной пулей массой 8,9 г с цилиндрической донной частью.
Винтовка Арисака Тип 38 получилась мощным оружием с хорошими пробивными и убойными качествами пули. Из-за меньшего веса патрона позволяла переносить больший боекомплект по сравнению с другими ружьями. За счет меньшего импульса патрона 6,5×50 мм Арисака повышалась меткость стрельбы. Преимуществом является также расположение рукоятки на задней части затвора, что позволяет перезаряжать винтовку, не выпуская цель из виду. Магазин находится внутри ложи и предохранен от деформации и ударов. Ствольная коробка винтовки одна из самых прочных для подобных типов ружей и может выдерживать более мощные патроны.
К недостатком можно отнести длинный и тяжелый штык, нарушающий баланс ружья, что приводит к снижению эффективности меткой стрельбы на дальних дистанциях. Большая длина, а также сравнительно малая мощность пули стали причиной, по которой в Японии решили принять на вооружение новую винтовку Тип 99. Она была короче, легче и использовала патрон калибра 7.7 мм.
Существует модификация винтовки Тип 38 карабин. Длина ствола составляла 487 мм. Введена в строй примерно в то же время что и обычный Тип 38. Использовалась кавалерией, а также инженерными и другими не фронтовыми частями.